# 8203 Jogolehmann
8203 Jogolehmann este un asteroid din centura principală de asteroizi.

## Descriere
8203 Jogolehmann este un asteroid din centura principală de asteroizi. A fost descoperit pe 7 februarie 1994 la Observatorul La Silla de Eric Walter Elst. El prezintă o orbită caracterizată de o semiaxă mare de 3,15 ua, o excentricitate de 0,13 și o înclinație de 5,1° în raport cu ecliptica.